# NASCAR Craftsman Truck Series
La NASCAR Craftsman Truck Series es una categoría de automovilismo de velocidad organizada por la NASCAR desde el año 1995, que se corre con pickups de calle modificadas. Es una de las tres divisiones nacionales de la NASCAR, junto con la NASCAR Xfinity Series y la NASCAR Cup Series.

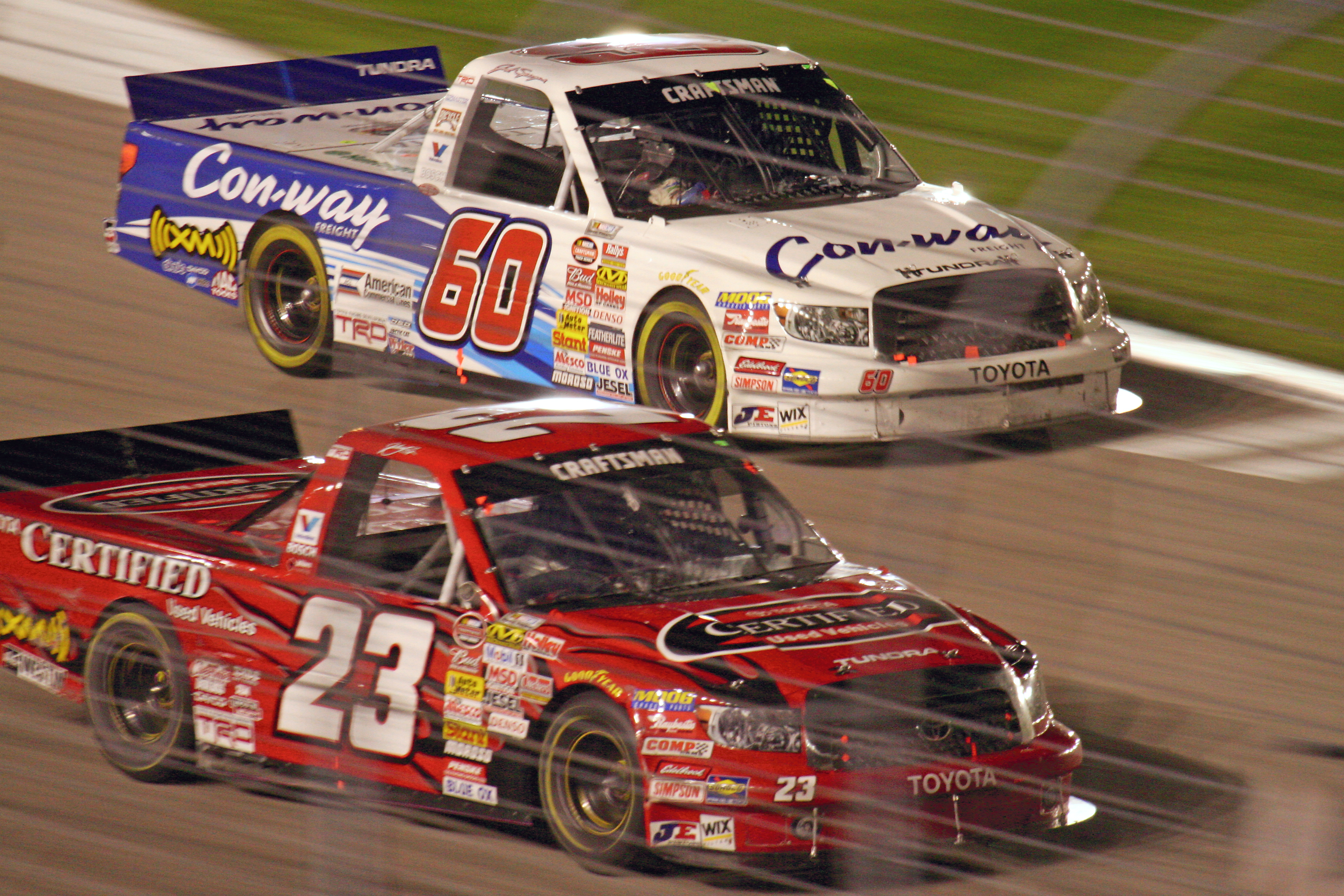
Johnny Benson y Jack Sprague pilotan dos Toyota Tundra de la temporada 2007.

La idea surgió de un grupo de pilotos de Score International en el año 1993, que propusieron un campeonato similar a los ya existentes en la NASCAR pero que se disputaría con pickups. Se mostraron prototipos de pickups en las 500 Millas de Daytona de 1994 y se corrieron varias carreras de exhibición ese mismo año.
La NASCAR SuperTruck Series se inauguró en 1995 con la participación de varios competidores de las dos categorías superiores. Las carreras se celebraron en óvalos cortos (de menos de una milla o 1600 metros de extensión) y autódromos. En lugar de paradas de boxes "en vivo", a mitad de carrera se disponía de una pausa de 10 minutos para realizar reparaciones y recambio de piezas. Al año siguiente, se adoptó el nombre actual y se establecieron entre una y tres neutralizaciones por carrera.
El sistema de pausas se abandonó para 1997, ya que los óvalos cortos fueron dando paso a óvalos medianos (hasta dos millas o 3200 metros). Las paradas en boxes tenían restricciones en cuanto a la cantidad de neumáticos reemplazables y al momento permitido para detenerse. Asimismo, varias fechas se desarrollaron en paralelo con fechas de la NASCAR Cup Series o la IndyCar Series.
Después de 14 años como patrocinador principal de la serie, Craftsman se retiró tras culminar la temporada 2008 y el nuevo auspiciante es Camping World.
NASCAR reglamentó en 2011, que los pilotos pueden sumar puntos en una de las tres series nacionales (Copa NASCAR, Xfinity Series, o Trucks) en una temporada, y no sumar puntos en las tres categorías, como era antes de la implementación de esta regla.
En 2016, se implementó un sistema eliminatorio de playoffs similar a la Caza por la Copa: el formato consiste de 8 pilotos con dos rondas preliminares de tres carreras, en donde dos pilotos quedan eliminados después de cada corte, para que cuatro pilotos avanzan a la carrera final, en la cual donde el piloto mejor ubicado logra el título. En cada ronda se resetean el puntaje de los pilotos, y el ganador de cada carrera se clasifica automáticamente a la siguiente ronda.
Además, se agregó la regla de caution clock, que consta de que saldrá una bandera amarilla de neutralización si la carrera se mantiene bajo bandera verde por 20 minutos. El reloj se restablece en todos los reinicios, hasta que deja de funcionar en las 20 últimas vueltas de carrera (10 vueltas en Pocono y Mosport), y no es usado en Eldora.

## Automóviles

### Especificaciones
- Motor: Motor V8 atmosférico de 5.8L y 650-700 hp (485-522 kW)
- Transmisión: Manual de cuatro velocidades
- Peso mínimo:
  - Sin piloto: 3200 libras (1455 kg)
  - Con piloto: 3400 libras (1545 kg)
- Combustible: gasolina de 98 octanos
- Capacidad del depósito: 22 galones (83,2 litros)

### Modelos
- Dodge Ram (1995-2009)
- RAM (2010-2012, después de que RAM Trucks se separa de Dodge).
- Ford F-150 (1995-presente)
- Chevrolet C/K (1995-1997)
- Chevrolet Silverado (1998-presente)
- Toyota Tundra (2004-presente)

## Circuitos
- Atlanta (2004-2012, 2015-presente)
- Bristol (1995-1999, 2003-presente)
- Bowmanville (2013-2019)
- Charlotte (2003-presente)
- Cicero (2000-2001)
- Chicagoland (2009-2019)
- Colorado (1995-1997)
- Darlington (2001-2004, 2010-2011, 2020-presente)
- Daytona (2000-presente)
- Dover (2000-2020)
- Eldora (2013-2019)
- Evergreen (1995-2000)
- Flemington (1995-1998)
- Fontana (1997-2009)
- Heartland Park Topeka (1995-1999)
- Gateway (1998-2010, 2014-presente)
- Homestead (1996-presente)
- I-70 (1995-1999)
- Indy Raceway Park (1995-2011, 2022-presente)
- Iowa (2009-2019)
- Kansas (2001-presente)
- Kentucky (2000-2020)
- Knoxville (2021-presente)
- Las Vegas (1996-1999, 2001-presente)
- Louisville (1995-1999)
- Mansfield (2004-2008)
- Martinsville (1995-presente)
- Memphis (1998-2009)
- Mesa Marin (1995-2001, 2003)
- Michigan (1999-2000, 2002-2020)
- Milwaukee (1995-2009, 2023-presente)
- Nashville - Fairgrounds (1996-2000)
- Nashville - Lebanon (2001-2011, 2021-presente)
- Nazareth (1996-2001)
- New Hampshire (1996-2011, 2014-2017)
- North Wilkesboro (1995-1996, 2023-presente)
- Phoenix (1995-presente)
- Pikes Peak (1998-2002)
- Pocono (2010-presente)
- Portland (óvalo) (1995-1998)
- Portland (autódromo) (1999-2000)
- Richmond (1995-2005, 2020-presente)
- Saugus (1995)
- Sonoma (1995-1995, 2022)
- South Boston (2001-2003)
- Talladega (2006-presente)
- Texas - Austin (2021-presente)
- Texas - Fort Worth (1997-presente)
- Tucson (1995-1997)
- Walt Disney World (1997-1998)
- Watkins Glen (1996-2000, 2021)

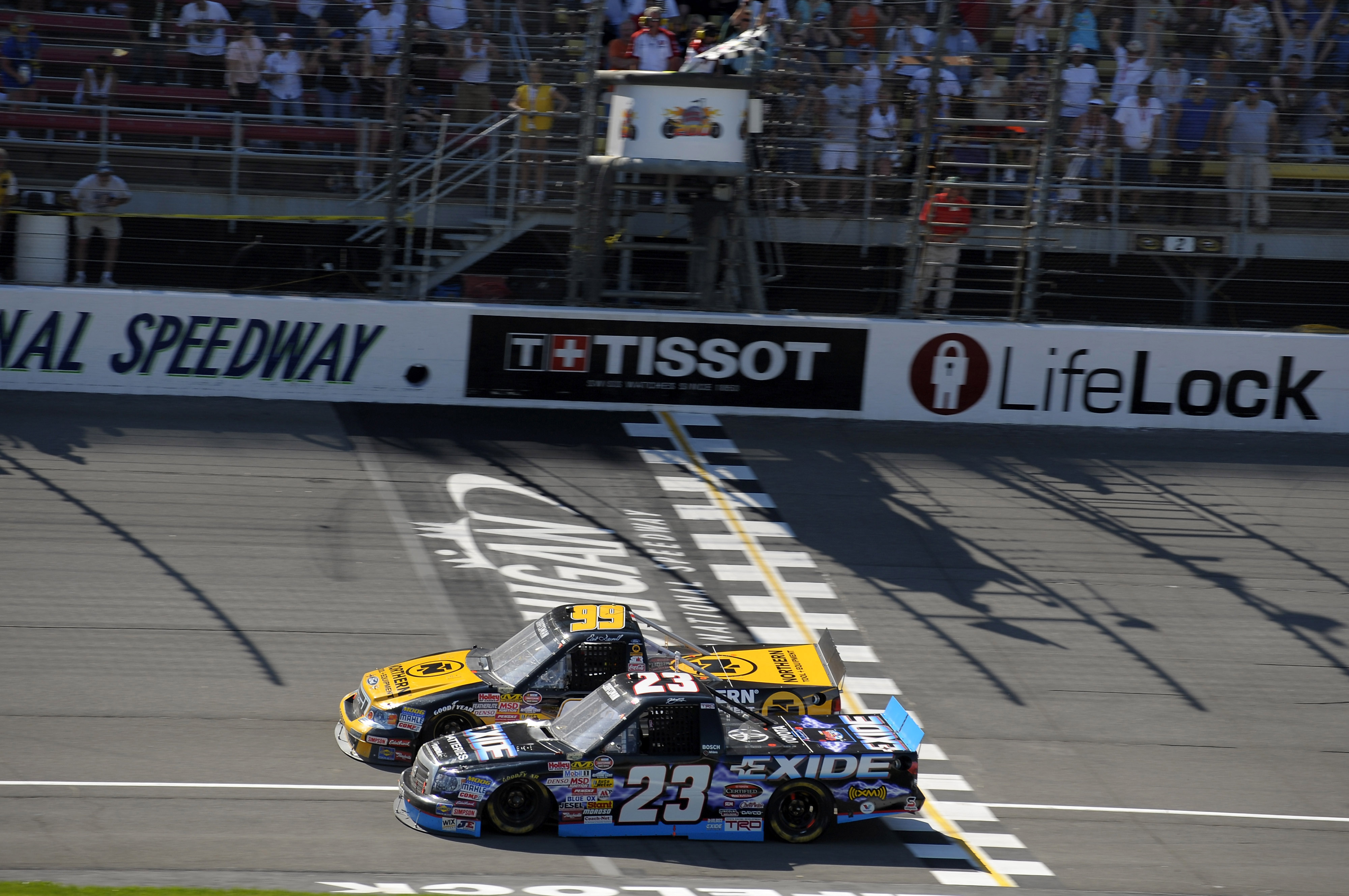
Erik Darnell vence la carrera de Brooklin, Míchigan de 2008 a pocos centímetros de Johnny Benson.

## Campeones
| Año  | Piloto campeón   | Equipo                     | Número/Marca   | Victorias | Top 10 | Poles | Puntos (margen) |
| ---- | ---------------- | -------------------------- | -------------- | --------- | ------ | ----- | --------------- |
| 1995 | Mike Skinner     | Richard Childress          | #3, Chevrolet  | 8         | 18     | 7     | 3224 (126)      |
| 1996 | Ron Hornaday     | Dale Earnhardt             | #16, Chevrolet | 4         | 23     | 2     | 3831 (53)       |
| 1997 | Jack Sprague     | Rick Hendrick              | #24, Chevrolet | 3         | 23     | 5     | 3969 (232)      |
| 1998 | Ron Hornaday     | Dale Earnhardt             | #16, Chevrolet | 6         | 22     | 2     | 4072 (3)        |
| 1999 | Jack Sprague     | Rick Hendrick              | #24, Chevrolet | 3         | 19     | 1     | 3747 (8)        |
| 2000 | Greg Biffle      | Jack Roush                 | #50, Ford      | 5         | 18     | 4     | 3826 (230)      |
| 2001 | Jack Sprague     | Rick Hendrick              | #24, Chevrolet | 4         | 17     | 7     | 3670 (73)       |
| 2002 | Mike Bliss       | Xpress                     | #16, Chevrolet | 5         | 18     | 4     | 3359 (46)       |
| 2003 | Travis Kvapil    | Xpress                     | #16, Chevrolet | 1         | 22     | 0     | 3837 (9)        |
| 2004 | Bobby Hamilton   | el mismo piloto            | #4, Dodge      | 4         | 16     | 0     | 3624 (46)       |
| 2005 | Ted Musgrave     | Ultra                      | #1, Dodge      | 1         | 15     | 1     | 3535 (55)       |
| 2006 | Todd Bodine      | Stephen Germain            | #30, Toyota    | 3         | 16     | 1     | 3666 (127)      |
| 2007 | Ron Hornaday     | Kevin Harvick              | #33, Chevrolet | 4         | 22     | 1     | 3982 (54)       |
| 2008 | Johnny Benson    | Bill Davis                 | #23, Toyota    | 5         | 18     | 3     | 3725 (7)        |
| 2009 | Ron Hornaday     | Kevin Harvick              | #33, Chevrolet | 6         | 20     | 4     | 3959 (187)      |
| 2010 | Todd Bodine      | Stephen Germain            | #30, Toyota    | 4         | 20     | 2     | 3937 (207)      |
| 2011 | Austin Dillon    | Richard Childress          | #3, Chevrolet  | 2         | 16     | 5     | 888 (6)         |
| 2012 | James Buescher   | Turner Motorsports         | #31, Chevrolet | 4         | 14     | 0     | 808 (6)         |
| 2013 | Matt Crafton     | ThorSport Racing           | #88, Toyota    | 1         | 19     | 0     | 804 (40)        |
| 2014 | Matt Crafton     | ThorSport Racing           | #88, Toyota    | 2         | 17     | 0     | 833 (21)        |
| 2015 | Erik Jones       | Kyle Busch Motorsports     | #4, Toyota     | 3         | 20     | 5     | 899 (15)        |
| 2016 | Johnny Sauter    | GMS Racing                 | #21 Chevrolet  | 3         | 19     | 1     | 4030 (15)       |
| 2017 | Christopher Bell | Kyle Busch Motorsports     | #4, Toyota     | 5         | 21     | 5     | 4035 (1)        |
| 2018 | Brett Moffitt    | Hattori Racing Enterprises | #16, Toyota    | 6         | 13     | 0     | 4040 (6)        |
| 2019 | Matt Crafton     | ThorSport Racing           | #88, Ford      | 0         | 18     | 3     | 4035 (2)        |
| 2020 | Sheldon Creed    | GMS Racing                 | #2, Chevrolet  | 5         | 13     | 4     | 4040 (5)        |
| 2021 | Ben Rhodes       | ThorSport Racing           | #99, Ford      | 2         | 16     | 0     | 4034 (2)        |
| 2022 | Zane Smith       | Front Row Motorsports      | #38, Ford      | 4         | 19     | 1     | 4040 (5)        |
| 2023 | Ben Rhodes       | ThorSport Racing           | #99, Ford      | 1         | 14     | 0     | 4032 (1)        |

### Campeones de la temporada regular
| Año  | Campeón              | Equipo                     |
| ---- | -------------------- | -------------------------- |
| 2018 | Johnny Sauter        | GMS Racing                 |
| 2019 | Grant Enfinger       | ThorSport Racing           |
| 2020 | Austin Hill          | Hattori Racing Enterprises |
| 2021 | John Hunter Nemechek | Kyle Busch Motorsports     |
| 2022 | Zane Smith           | Front Row Motorsports      |
| 2023 | Corey Heim           | Tricon Garage              |

## Estadísticas

### Número de títulos por pilotos
| Piloto           | Total | Temporadas             |
| ---------------- | ----- | ---------------------- |
| Ron Hornaday     | 4     | 1996, 1998, 2007, 2009 |
| Jack Sprague     | 3     | 1997, 1999, 2001       |
| Matt Crafton     | 3     | 2013, 2014, 2019       |
| Todd Bodine      | 2     | 2006, 2010             |
| Ben Rhodes       | 2     | 2021, 2023             |
| Mike Skinner     | 1     | 1995                   |
| Greg Biffle      | 1     | 2000                   |
| Mike Bliss       | 1     | 2002                   |
| Travis Kvapil    | 1     | 2003                   |
| Bobby Hamilton   | 1     | 2004                   |
| Ted Musgrave     | 1     | 2005                   |
| Johnny Benson    | 1     | 2008                   |
| Austin Dillon    | 1     | 2011                   |
| James Buescher   | 1     | 2012                   |
| Erik Jones       | 1     | 2015                   |
| Johnny Sauter    | 1     | 2016                   |
| Christopher Bell | 1     | 2017                   |
| Brett Moffitt    | 1     | 2018                   |
| Sheldon Creed    | 1     | 2020                   |
| Zane Smith       | 1     | 2022                   |

## Pilotos destacados
Actualizado el 8 de junio de 2020
| Piloto             | Tïtulos | Victorias |
| ------------------ | ------- | --------- |
| Ron Hornaday, Jr.  | 4       | 51        |
| Jack Sprague       | 3       | 28        |
| Matt Crafton       | 3       | 14        |
| Todd Bodine        | 2       | 22        |
| Mike Skinner       | 1       | 28        |
| Johnny Sauter      | 1       | 24        |
| Ted Musgrave       | 1       | 17        |
| Greg Biffle        | 1       | 17        |
| Johnny Benson, Jr. | 1       | 14        |
| Mike Bliss         | 1       | 13        |
| Bobby Hamilton     | 1       | 10        |
| Travis Kvapil      | 1       | 9         |
| Brett Moffitt      | 1       | 11        |
| Erik Jones         | 1       | 7         |
| Christopher Bell   | 1       | 7         |
| James Buescher     | 1       | 6         |
| Austin Dillon      | 1       | 5         |
| Kyle Busch         | 0       | 57        |
| Dennis Setzer      | 0       | 18        |
| Kevin Harvick      | 0       | 14        |